# Leningrad Cowboys
I Leningrad Cowboys sono un gruppo musicale rock finlandese, conosciuto soprattutto per le apparizioni nei film di Aki Kaurismäki, nonché per essersi esibito in numerosi concerti assieme al Coro dell'Armata Rossa.

## Storia
Il gruppo dei Leningrad Cowboys appare per la prima volta nel film del 1989 Leningrad Cowboys Go America del regista finlandese Aki Kaurismäki che li consacra al successo in patria e nei paesi limitrofi. Dal 1989 fino al 1992 pubblicano due album, Go America, con le musiche tratte dall'omonimo film, e We Cum From Brooklyn.
Il 12 giugno 1993 è una data molto importante per la band dato che viene organizzato a Helsinki un mega concerto dove i Leningrad Cowboys suonano assieme al Coro dell'Armata Rossa di Mosca attirando nella Piazza del Senato della capitale finlandese un pubblico composto da più di 70.000 persone. L'evento risulterà di grande importanza per il gruppo che viene così consacrato alla fama internazionale.
Il Total Balalaika Show darà l'avvio ad un tour mondiale tra le cui tappe più significative vanno ricordati il Nokia Balalaika Show nel 1994 a Berlino e la partecipazione all'undicesima edizione degli MTV Video Music Awards negli Stati Uniti durante la quale si sono esibiti con una loro classica cover di Sweet Home Alabama (dei Lynyrd Skynyrd) assieme ad artisti di fama mondiale come Aerosmith, Rolling Stones e Bruce Springsteen. L'evento venne visto da oltre 250 milioni di persone nel mondo ed il gruppo ricevette numerosi consensi da parte di pubblico e critica.
Dal concerto di Helsinki, nel 1993 pubblicano il doppio album Total Balalaika Show - Helsinki Concert e un altro album, Live in Provinzz. Nel 1994 è la volta della nuova partecipazione al film di Kaurismäki Leningrad Cowboys Meet Moses; anche se il film non ottiene grande successo come il precedente è comunque ricco di una maggiore dose di umorismo.
Il 1996 è un altro anno importante per i Leningrad Cowboys che si ritrovano a pubblicare un nuovo album con grande prevalenza di canzoni originali ed altre che richiamano le ballate popolari russe. Go Space è un grande successo e vende oltre 10 milioni di copie al mondo e il singolo estratto, Where's the Moon, viene utilizzato per identificare la band che trae ispirazione dal potere della Luna.

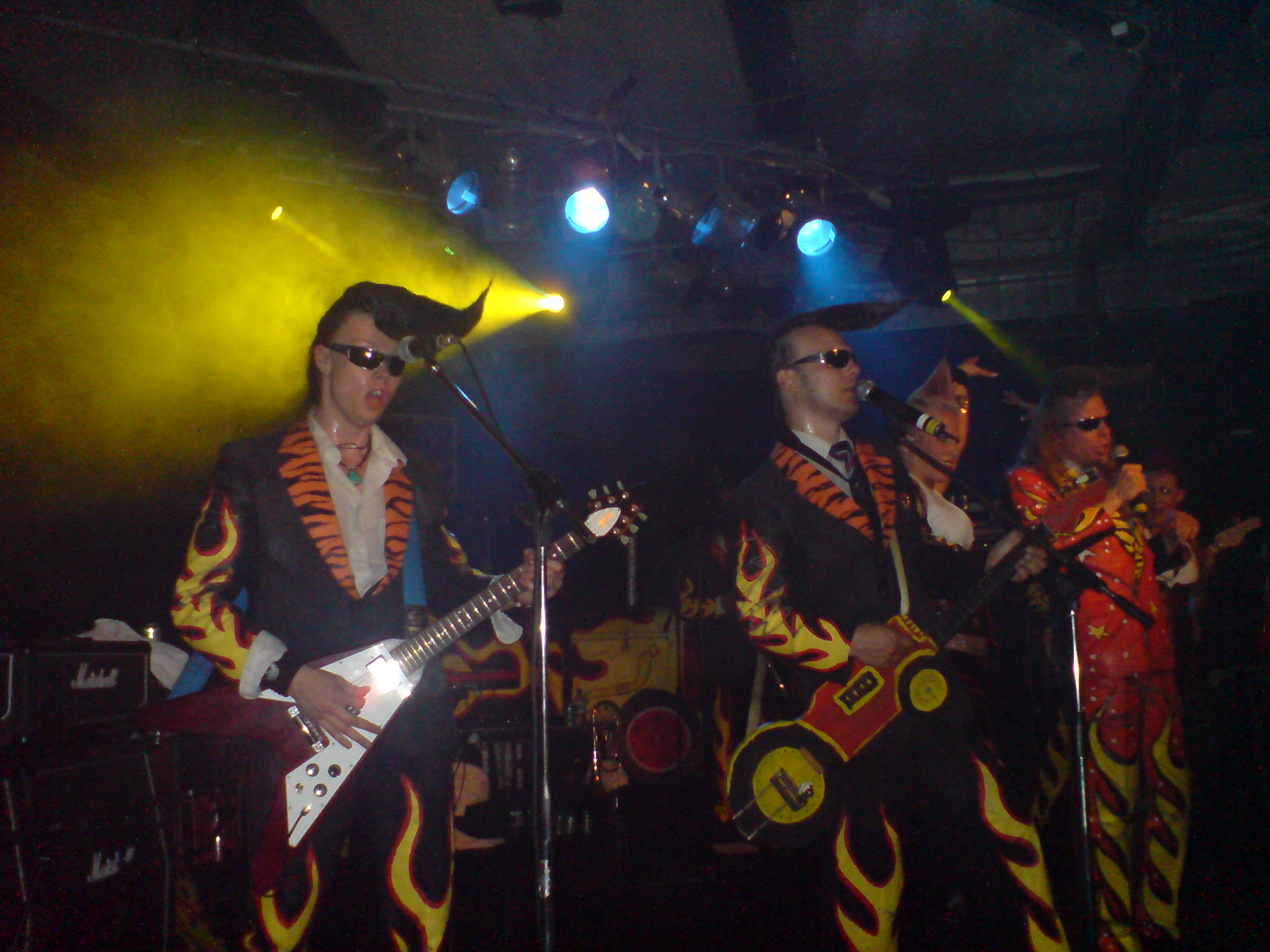
I Leningrad Cowboys in concerto a Lubiana

Dopo avere cambiato cantante e qualche componente la band ritorna nel 1997 con Mongolian Barbeque che, pur contenendo canzoni originali ed efficaci l'album non ottiene un grande successo testimoniato anche dal fatto che al suo interno vengono riproposti alcuni brani celebri del gruppo appositamente remixati. Nel 1999 pubblicano la loro prima raccolta, Thank You Very Many - Greatest Hits and Rarities e nel 2000, dopo avere di nuovo cambiato cantante, pubblicano l'album Terzo Mondo, contenente solo canzoni originali ed è il primo lavoro interamente creato dal loro ingegno.
Nel 2003 per festeggiare i dieci anni di collaborazione con il Coro dell'Armata Rossa organizzano il Global Balalaika Show sempre nella Piazza del Senato di Helsinki esibendosi con più di 120 musicisti multi-culturali. Nel 2006 pubblicano il nuovo album Zombie's Paradise interamente costituito da cover riadattate in chiave heavy metal. Il video tratto dal singolo di questo album, You're My Heart, You're My Soul (cover di un celebre brano del 1984 dei Modern Talking) è stato realizzato con la tecnica dello stop-motion, metodo di animazione utilizzato anche da Tim Burton per realizzare Nightmare Before Christmas. Inoltre nel periodo gennaio-marzo 2006 la compagnia di telefonia mobile Vodafone ha utilizzato la loro cover di Happy Together per pubblicizzare la nuova campagna promozionale sotto lo slogan del celebre "Life is now".
I Leningrad Cowboys sono soliti suonare le loro personalissime cover condite da una buona dose di umorismo e molta goliardia. Raramente decidono di suonare i loro pezzi originali dato che sono poco conosciuti e talvolta presentano fantasie musicali e spunti sonori fuori dalla norma. Il gruppo ha ricevuto fama e popolarità in tutta l'Europa dell'Est oltre che in Germania, Inghilterra e Francia. Il gruppo è anche spesso conosciuto per la sua folle iconografia che prevede enormi capigliature a unicorno, occhiali da sole, vestiti coloratissimi e scarpe a punta affilatissime.

## Formazione

### Formazione attuale
- Ville Tuomi – voce (2011–presente)
- Sakke Järvenpää – seconda voce (1986–presente)
- Varre Vartiainen – chitarra (2003–presente)
- Pauli Hauta-aho – chitarra (2011–presente)
- Timo Tolonen – basso (2003–presente)
- Sami Järvinen – batteria (2011–presente)
- Okke Komulainen – tastiere (2011–presente)
- Tume Uusitalo – voce, chitarra (2003–presente)
- Pemo Ojala – tromba (1993–presente)
- Pope Puolitaival – sassofono (2003–presente)
- Jay Kortehisto – trombone (2003–presente)
- Anna Sainila – voce (2011–presente)
- Hanna Moisala – voce (2011–presente)

### Ex componenti
- Mato Valtonen – voce (1986–1997)
- Nicky Tesco – voce (1986–1989)
- Silu Seppälä – basso (1989–2000)
- Mauri Sumén – tastiere (1989–2006)
- Puka Oinonen – chitarra (1989)
- Pimme Korhonen – batteria (1989)
- Saku Kuosmanen – voce (1989)
- Pekka Virtanen – chitarra (1989)
- Ben Granfelt – chitarra (1992–1996)
- Esa Niiva – sassofono (1994–1996)
- Teijo "Twist Twist" Erkinharju – batteria (1994–2000)
- Jorma Marjaranta – voce (1994)
- Vesa Kääpä – voce (1996–2000)
- Mari Hatakka – voce (1996–2000)
- Tiina Isohanni – voce (1996–2000)
- Jore Marjaranta – voce (1996)
- Tatu Kemppaninen – chitarra (1997)
- Veeti Kallio – voce (1997)
- Tipe Johnson – voce (1998–2010)
- Ykä Putkinen – chitarra (2000)
- Antti Snellman – sassofono (2000)
- Marzi Nyman – chitarra, voce (2003–2006)
- Juuso Hannukainen – percussioni (2003)
- Sami Järvenpää – voce (2003)
- Petri Puolitaival – sassofono, voce (2006)

## Discografia parziale

### Album
- 1988 – 1917 - 1987
- 1989 – Go America
- 1992 – We Cum From Brooklyn
- 1993 – Total Balalaika Show - Helsinki Concert
- 1993 – Live in Provinzz
- 1994 – Happy Together
- 1996 – Go Space
- 1997 – Mongolian Barbeque
- 2000 – Terzo Mondo
- 2000 – Go Wild
- 2003 – Global Balalaika Show
- 2006 – Zombie's Paradise
- 2011 – Buena Vodka Social Club

### Raccolte
- 1999 – Thank You Very Many - Greatest Hits And Rarities
- 2000 – Leningrad Cowboys Go Wild
- 2009 – Those Were The Days – The Best of Leningrad Cowboys
- 2014 – Those Were the Hits

## Videografia

### Video
- Total Balalaika Show, concerto del 12 giugno 1993 a Helsinki, diretto da Aki Kaurismäki - DVD
- Nokia Balalaika Show, concerto del giugno 1994 a Berlino
- Global Balalaika Show, concerto del 2003 a Helsinki
- Ring of Fire Show, concerto del 3 novembre 2006 a Helsinki

### Videoclip
- 1986 – Rocky VI diretto da Aki Kaurismäki
- 1987 – Thru the Wire diretto da Aki Kaurismäki
- 1988 – LA Woman, diretto da Aki Kaurismäki
- 1991 – Those Were the Days, diretto da Aki Kaurismäki
- 1992 – These Boots, diretto da Aki Kaurismäki
- 1996 – Where's the Moon
- 1996 – Jupiter Calling
- 1996 – Leningrad
- 2000 – Happy Being Miserable
- 2006 – You're My Heart, You're My Soul

## Filmografia
- Leningrad Cowboys Go America (1989), regia di Aki Kaurismäki
- Leningrad Cowboys Meets Moses (1993), regia di Aki Kaurismäki
- Total Balalaika Show (1994), regia di Aki Kaurismäki
- LA Without A Map (1999), regia di Mika Kaurismäki